# Рафігастер сірий
Рафігастер сірий  (Rhaphigaster nebulosa) — вид смердючих клопів родини Щитники (Pentatomidae). Це єдиний вид роду Рафігастер.

## Опис
Рафігастер сірий може досягати довжини 14–16 міліметрів. Ці великі щитники безволосі та мають брудно-жовтувато-сірий або коричневий колір із нерівномірно розподіленими ямками на верхній частині тіла. Перетинка передніх крил часто вкраплена темно-коричневим кольором. Бічний край черевця має чорно-жовті плями. Нижня сторона тіла світла і має темні плями. На його нижній стороні між стегнами (на 1-му стерніті) розташована довга шпора. Цей вид схожий на Dolycoris baccarum, але у нього відсутні волоски.

## Середовище існування
Цей вид поширений у всьому Палеарктичному регіоні, частіше в південній, ніж у північній частині Центральної Європи (Австрія, Хорватія, Франція, Німеччина, Греція, Угорщина, Італія, Люксембург, Сербія, Словенія, Іспанія, Швейцарія, Туреччина, Велика Британія).
Рафігастери сірі віддають перевагу теплим листяним лісам, паркам і садам.

## Біологія
Це багатоїдні клопи, які харчуються рослинними соками широкого спектра широколистяних деревних рослин, таких як глід, слива, ліщина, горобина і в'яз, але вони також можуть харчуватися різними видами рослин, напри ожина і плющ. Іноді вони висмоктують рідину з тіл мертвих комах.
Пізньої весни самка приклеює близько 40 яєць на різні частини рослин. Молодняк, який вилуплюється, відрізняється кольором від дорослого і не вміє літати. Для захисту від хижаків у молодих клопів на спині є смердючі залози, а у дорослих вони знаходяться на нижній стороні грудної клітки. У разі загрози виділяється секреція із сильним запахом. Вони погано літають, їхній політ видає гучне дзижчання.
Цей вид проявляє добову, теплолюбну активність. Як і більшість щитників, він дає лише одне покоління на рік. Любить зимувати на стінах, оброслих плющем. У пошуках підходящого зимівника він часто потрапляє в будинки.

## Галерея

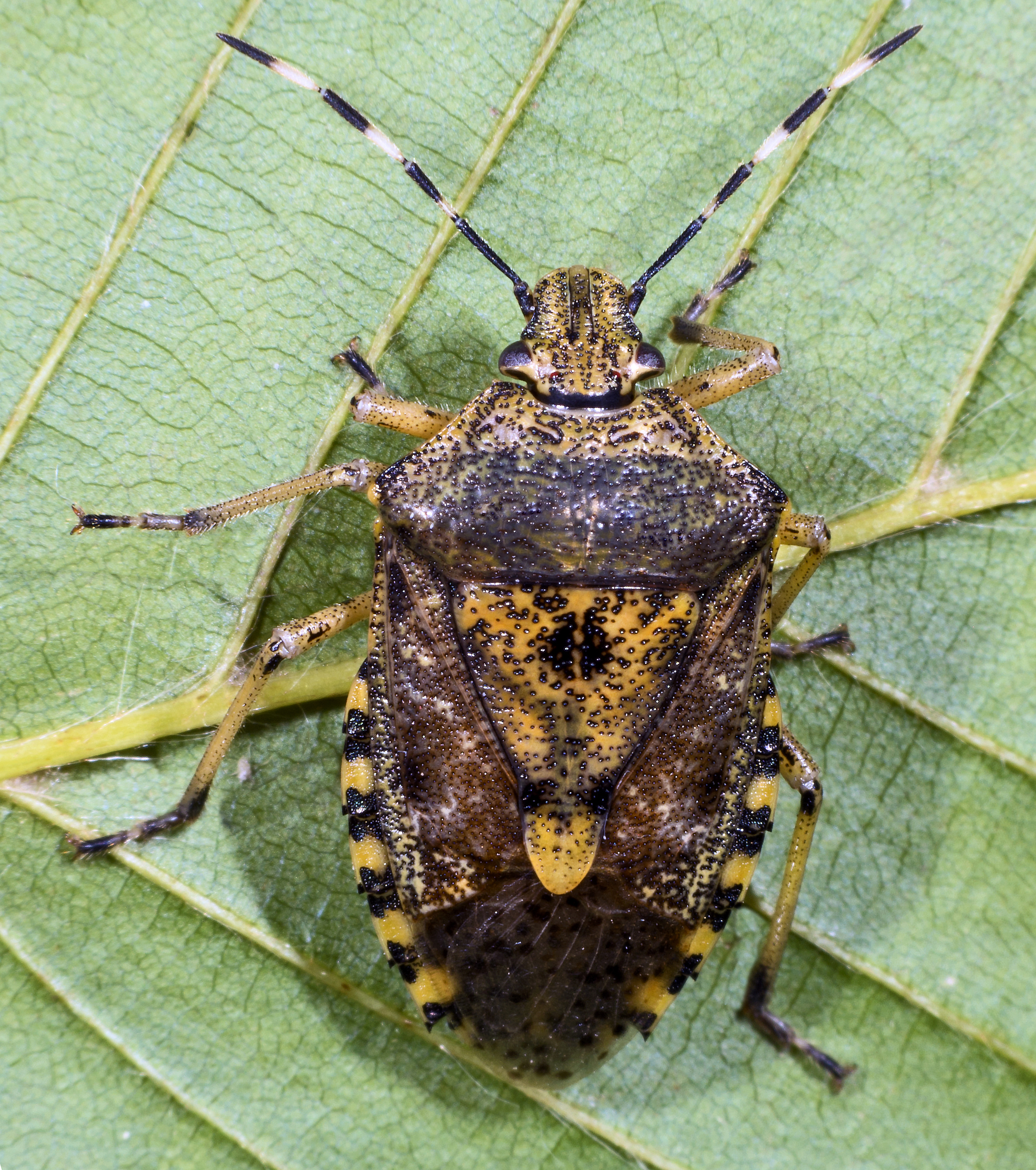
Доросла особина
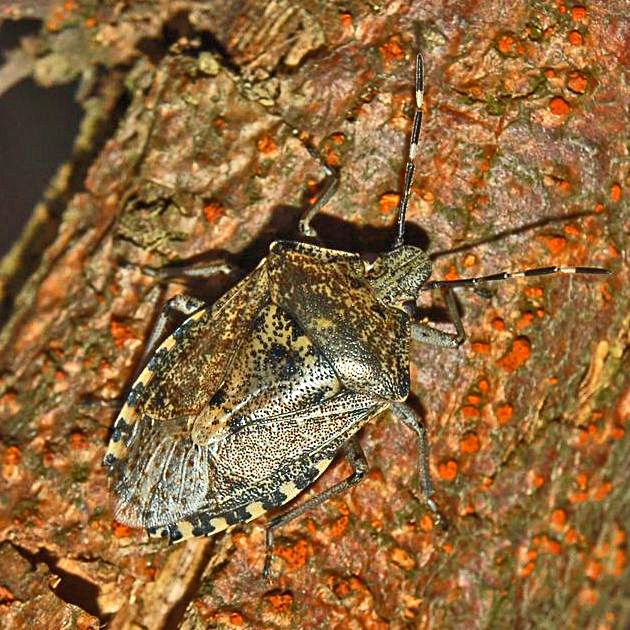
Вигляд зі спини
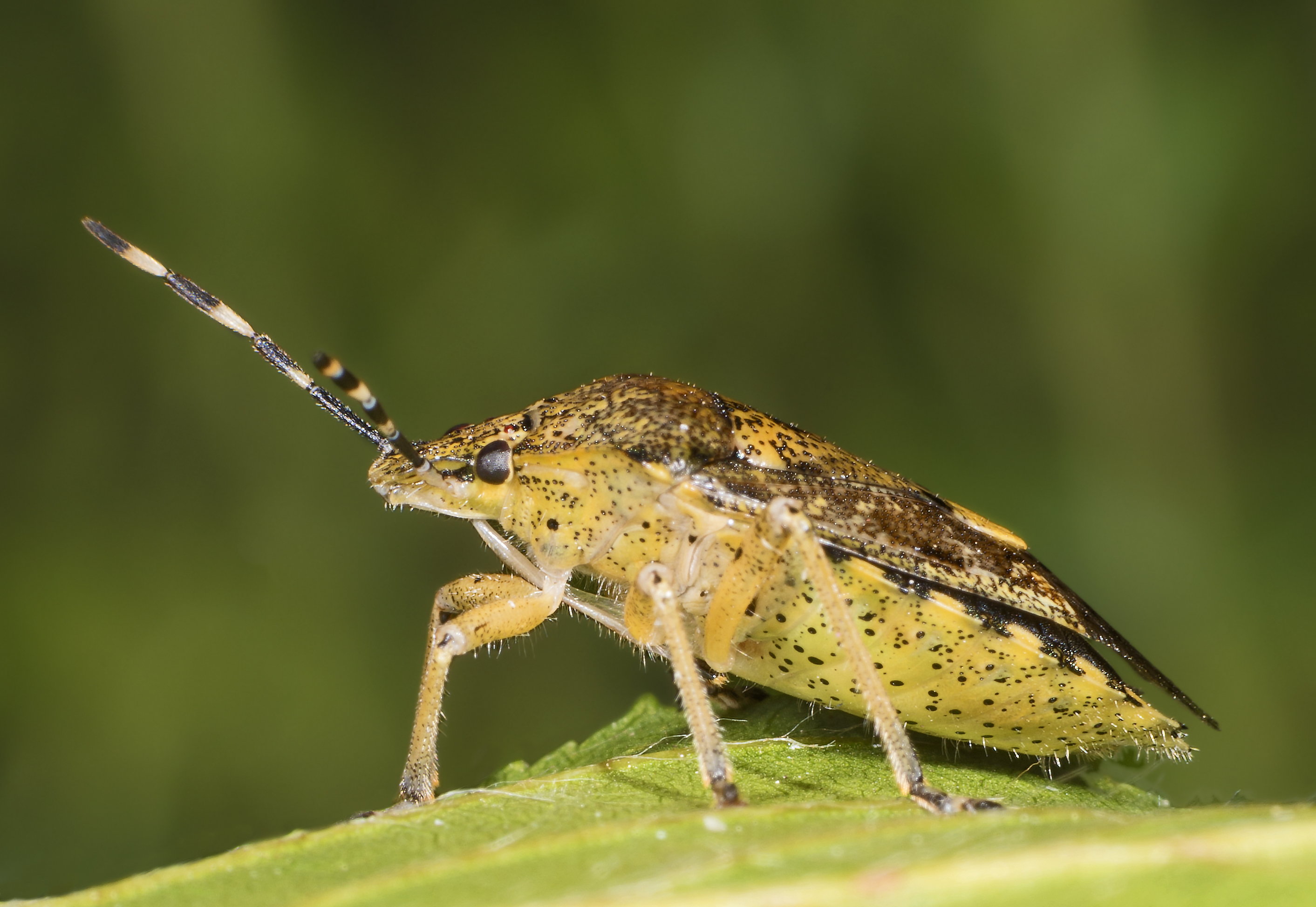
Вигляд збоку
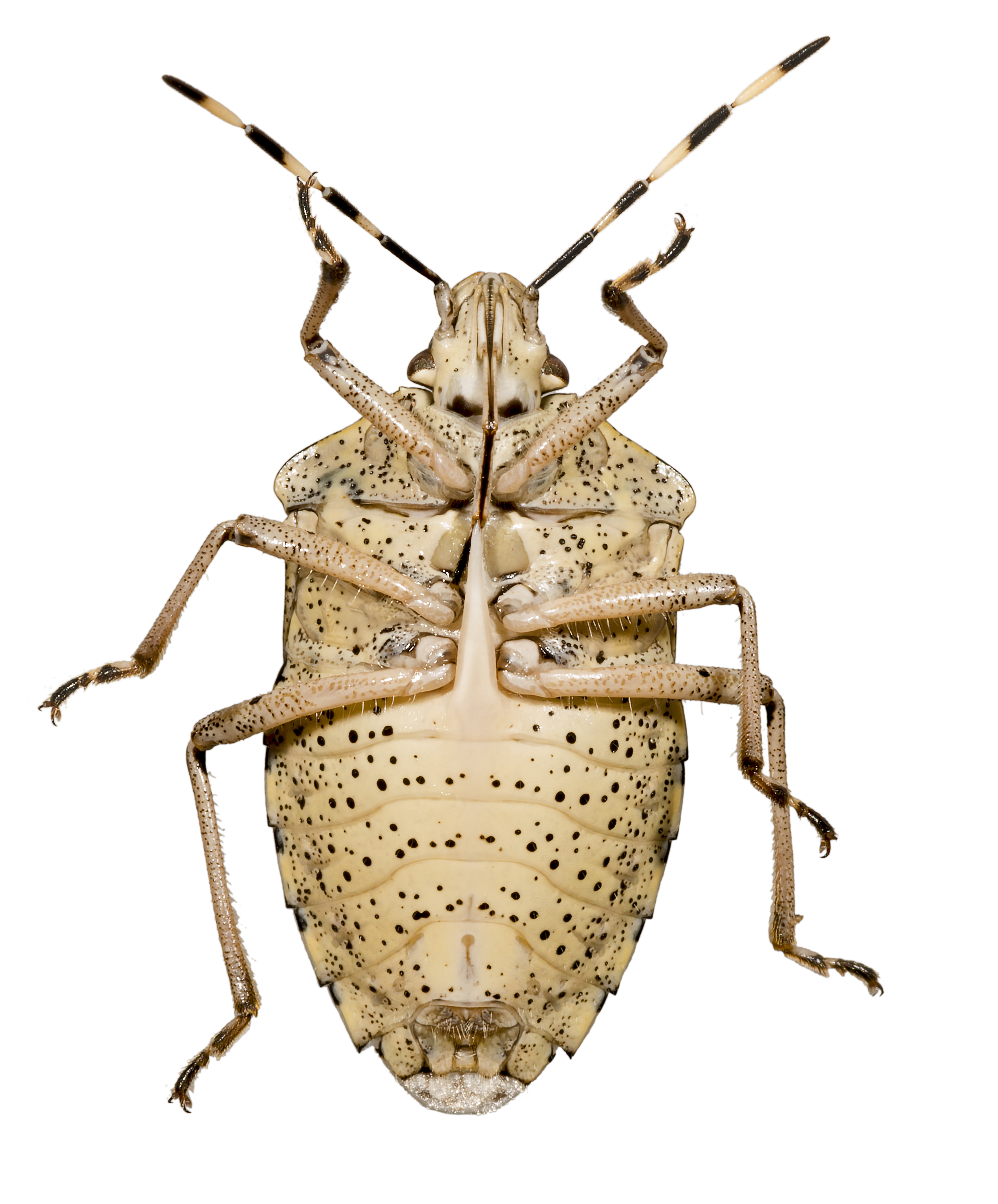
Черевна сторона
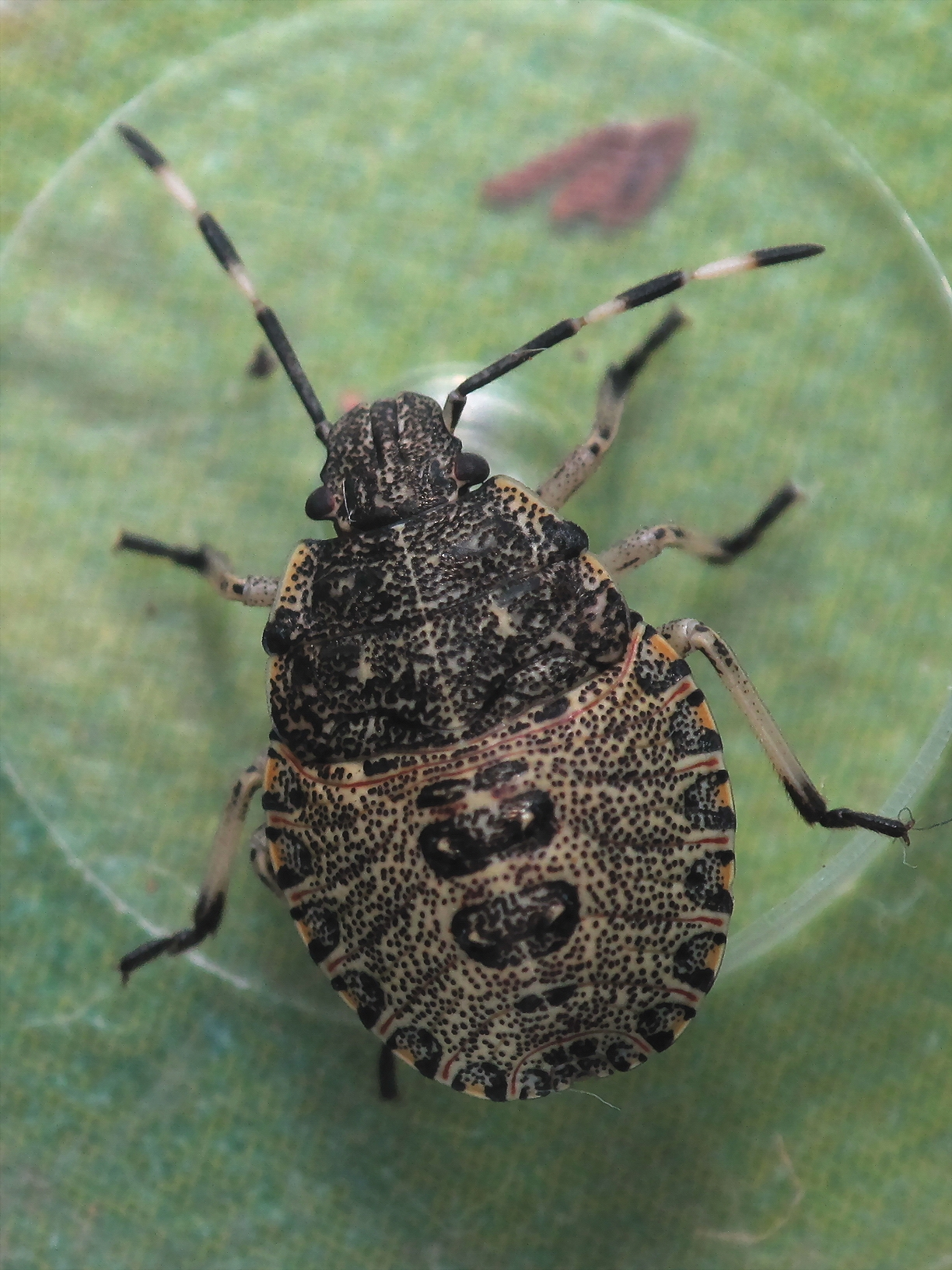
Німфа середнього віку
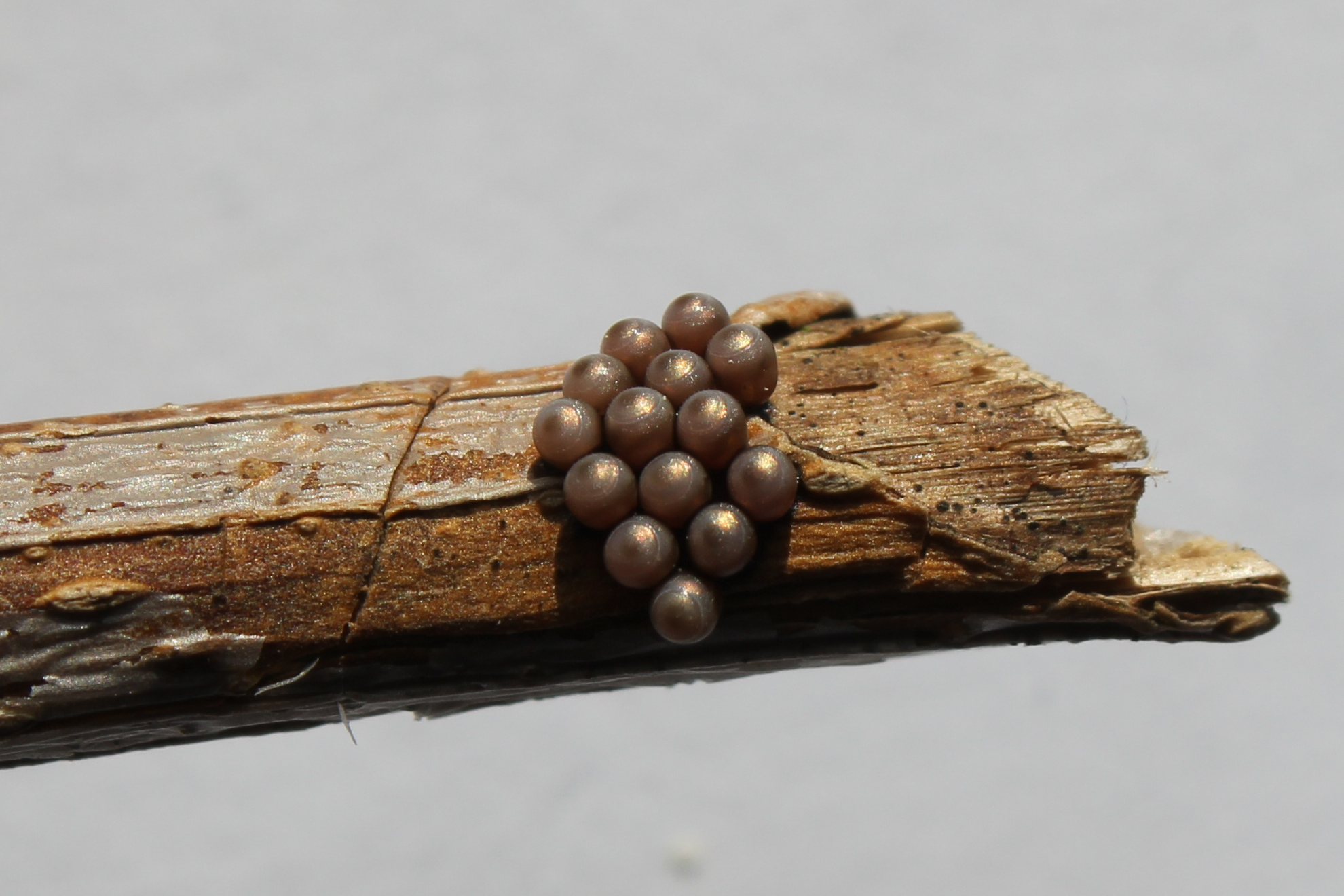
Яйця